# Luxiaria hapala
Luxiaria hapala là một loài bướm đêm trong họ Geometridae.